# Bnej Ajiš
Bnej Ajiš (hebrejsky בְּנֵי עַיִ״שׁ‎, v oficiálním přepisu do angličtiny Bene Ayish, přepisováno též Bnei Ayish) je místní rada (menší město) v Izraeli, v Centrálním distriktu. Název doslova znamená „Synové Akivy Josefa Schlesingera“, přičemž jméno rabína je zapsáno jako akronym. Samotné slovní spojení Bnej ajiš pak v hebrejštině označuje hvězdokupu Hyády.

## Geografie
Leží v nadmořské výšce 77 metrů, přibližně 30 kilometrů jižně od centra Tel Avivu a 10 kilometrů východně od Ašdodu, v metropolitní oblasti Guš Dan. Leží mimo hlavní jádro aglomerace Tel Avivu, v hustě osídlené krajině s intenzivním zemědělstvím. Severně od Bnej Ajiš leží město Gedera.
Bnej Ajiš je napojen na četné dálniční a silniční dopravní tahy v aglomeraci Tel Avivu. Východně od obce probíhá dálnice číslo 40. Bnej Ajiš leží v oblasti s hustým osídlením, v naprosté většině židovským.

## Dějiny

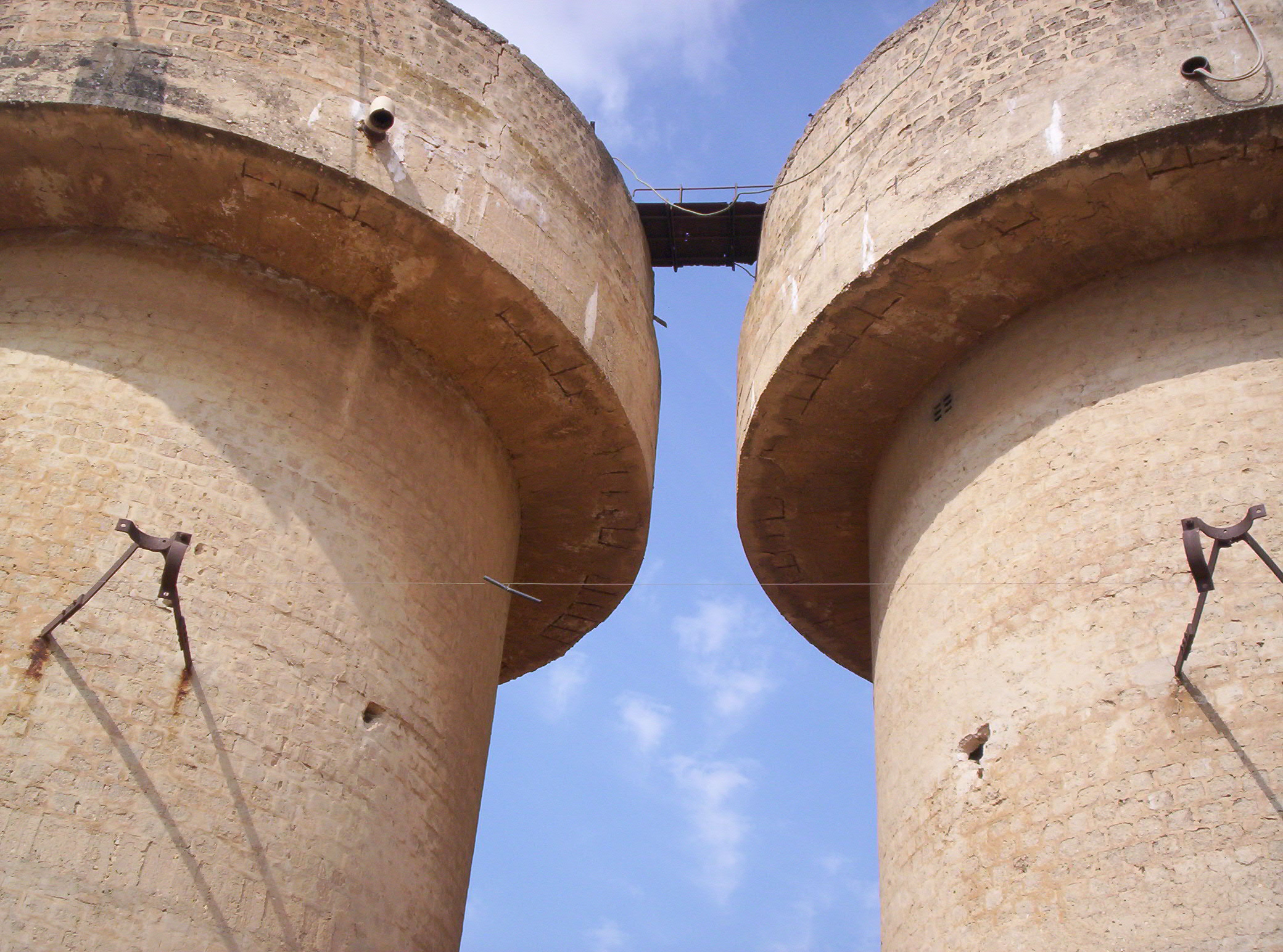
Detail vodojemu v Bnej Ajiš

Město Bnej Ajiš bylo založeno v roce 1958 v oblasti, která byla až do poloviny 20. století hustě osídlena Araby, kteří ale během první arabsko-izraelské války region opustili. V oblasti také od konce 30. let 20. století vyrostly četné vojenské základny britské armády.
Právě v prostoru opuštěné britské základny (jejímž pozůstatkem jsou dodnes dochované dva věžovité zásobníky na vodu – viz foto) byla po válce založena nová osada. První obyvatelé sem přišli 7. října 1957. Zakladateli Bnej Ajiš byli židovští přistěhovalci z Jemenu, Íránu, Iráku a Maroka. Zpočátku přebývali v provizorních podmínkách. Osada měla částečně zemědělský charakter. V roce 1958 získal Bnej Ajiš status samostatné obce. Během 60. let 20. století zde vyrostla základní a mateřská škola a malé zdravotní středisko. V roce 1962 se obec stala členem oblastní rady Chevel Javne. V červnu 1981 po dlouhé přesvědčovací kampani byl Bnej Ajiš povýšen na místní radu.
Počátkem 90. let 20. století zažil Bnej Ajiš dramatický nárůst populace spojený s masivním přílivem židovských přistěhovalců z bývalého Sovětského Svazu, který změnil toto vesnické sídlo v město. Pro nově příchozí vyrostla na západním okraji obce samostatná čtvrť Ganej Tal. V 90. letech zde proto došlo k výstavbě 1500 bytových jednotek. V důsledku těchto změn byl v komunálních volbách v roce 1998 zvolen do čela obce Mark Basin jako první starosta místní rady v Izraeli z řad nových přistěhovalců z bývalého SSSR.

## Demografie
Populace Bnej Ajiš je smíšená, sestávající ze sekulárních i nábožensky založených obyvatel. Původní drtivá převaha obyvatel jemenitského a sefardského původu skončila v 90. letech 20. století a podíl jemenitů klesl na jednu třetinu, zatímco jen přistěhovalci z bývalého SSSR tvořili počátkem 21. století cca 15 % obyvatel. Vrchol této demografické vlny nastal v letech 1997–1998, kdy noví přistěhovalci ze SSSR tvořili 65 % obyvatelstva.
Podle údajů z roku 2009 tvořili naprostou většinu obyvatel Židé – cca 5700 osob (včetně statistické kategorie „ostatní“, která zahrnuje nearabské obyvatele židovského původu ale bez formální příslušnosti k židovskému náboženství, cca 6 900 osob). Jde o středně velké sídlo městského typu, jehož populační růst se ale po prudkém skoku z 90. let počátkem 21. století prakticky zastavil. K 31. prosinci 2017 zde žilo 7000 lidí.